# 城端サービスエリア
城端サービスエリア（じょうはなサービスエリア）は、富山県南砺市立野原東にある東海北陸自動車道のサービスエリアである。ハイウェイオアシスが連結している。スマートインターチェンジを併設する。

## 歴史
- 2000年（平成12年）9月30日 - 東海北陸自動車道の五箇山IC - 福光IC間の開通に伴い[4][5]、供用開始[2]。開通当初、当SAを含む区間は暫定2車線での供用[5][6]。
- 2020年（令和2年）11月7日 - 当SA - 福光IC間が4車線化[7][8][9]。
- 2022年（令和4年）
  - 4月 - スマートインターチェンジの建設に着手[10]。
  - 12月6日 - スマートICの名称が「城端スマートインターチェンジ」に決定される[11]。
- 2023年（令和5年）12月16日 - 城端スマートICが供用開始[12]。

## 道路
- E41 東海北陸自動車道（15-1番）

## 施設

### 上下線共通

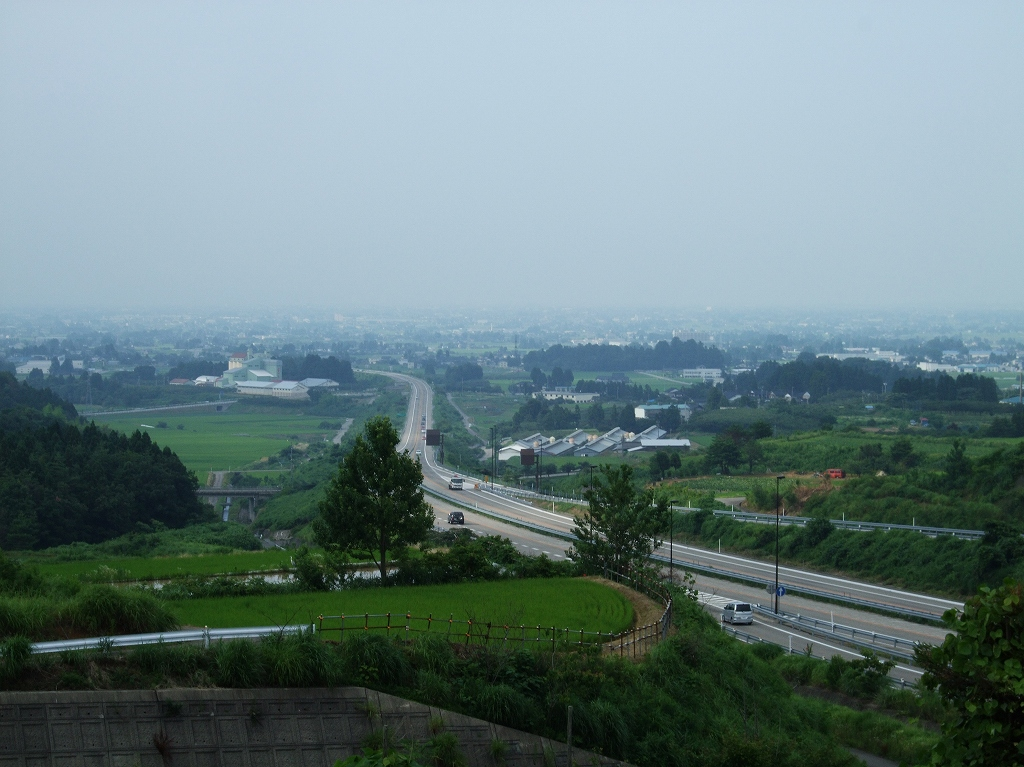
上り線の高台から撮影した砺波平野

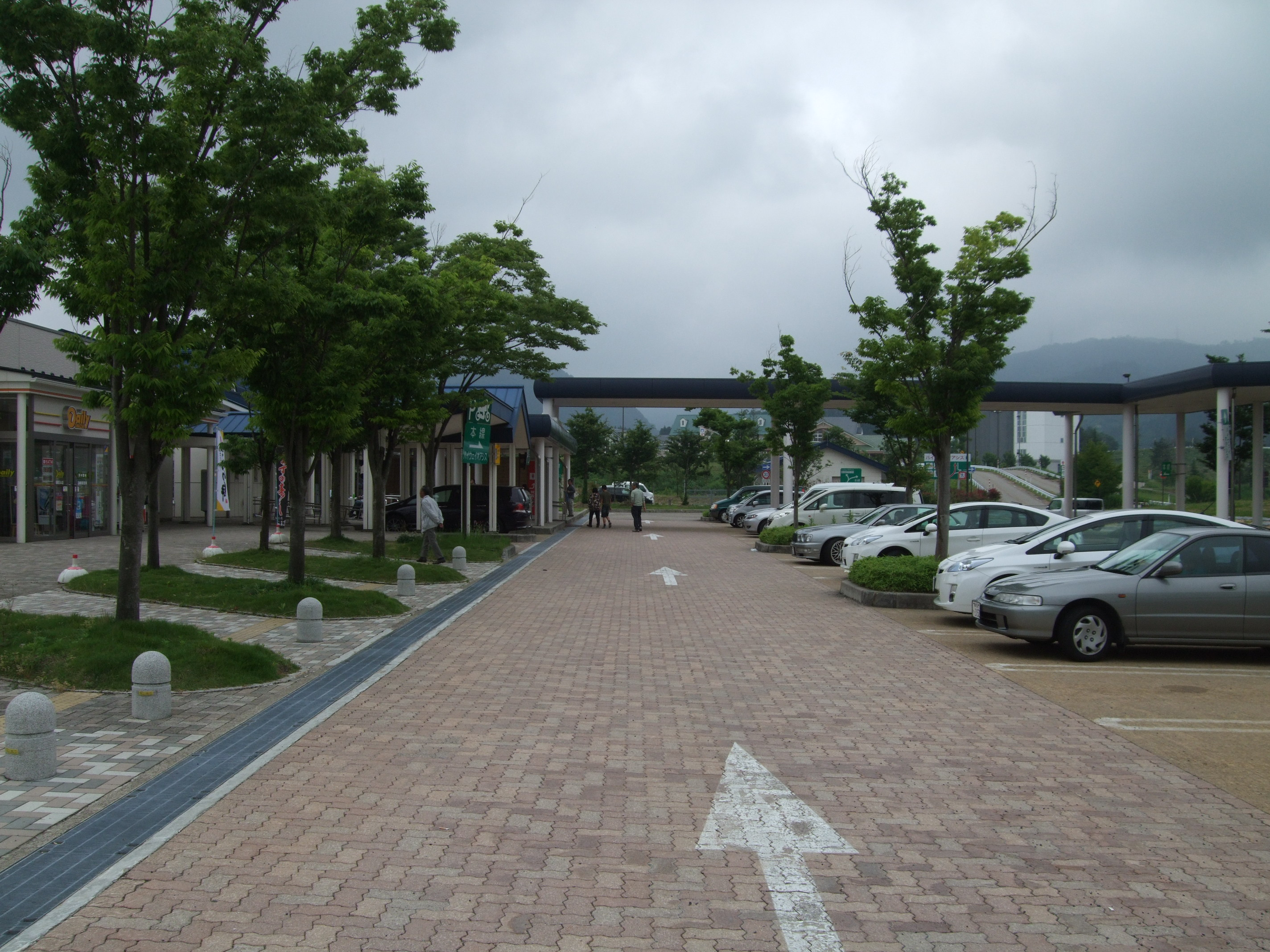
エリア内は緑があふれている

当SAでは、開通当初からガソリンスタンドが設置されておらず、燃料切れへの対策としてガソリン缶詰がサービスエリア内で販売されている。また、2016年（平成28年）7月15日からETC車限定で隣の福光ICで途中退出して指定のガソリンスタンドで給油ができる社会実験を期間限定で実施している。
- コンビニエンスストア（デイリーヤマザキ城端SA店、24時間）[17]
  - ATM（ゆうちょ銀行）
  - 郵便ポスト（砺波郵便局取集）
- トイレ
  - 男性 大4・小6
  - 女性 15
    - 同伴の男児用 1

  - 車椅子用 1
- 自動販売機
- ハイウェイ情報ターミナル（トイレ内）
- ヤギ園[17][18]
  - 2010年（平成22年）4月17日オープン。合掌造り風のヤギ小屋を建て、300平方メートルに5匹を放牧。ヤギと触れあえる全国唯一のサービスエリアとなった。またこのヤギを利用して、SA周辺の草刈の代わりにヤギに草を食べてもらう試みも行われていた[19]。

### 上り線（名古屋・大阪方面）
- 駐車場
  - 大型 13台[2]
  - 小型 16台[2]
  - 緑の中の駐車場（小型車専用）
- 給電スタンド（24時間）

### 下り線（金沢・新潟方面）
- 駐車場
  - 大型 13台[2]
  - 小型 16台[2]
  - 緑の中の駐車場（小型車専用）
- 給電スタンド（24時間）

## ハイウェイオアシス

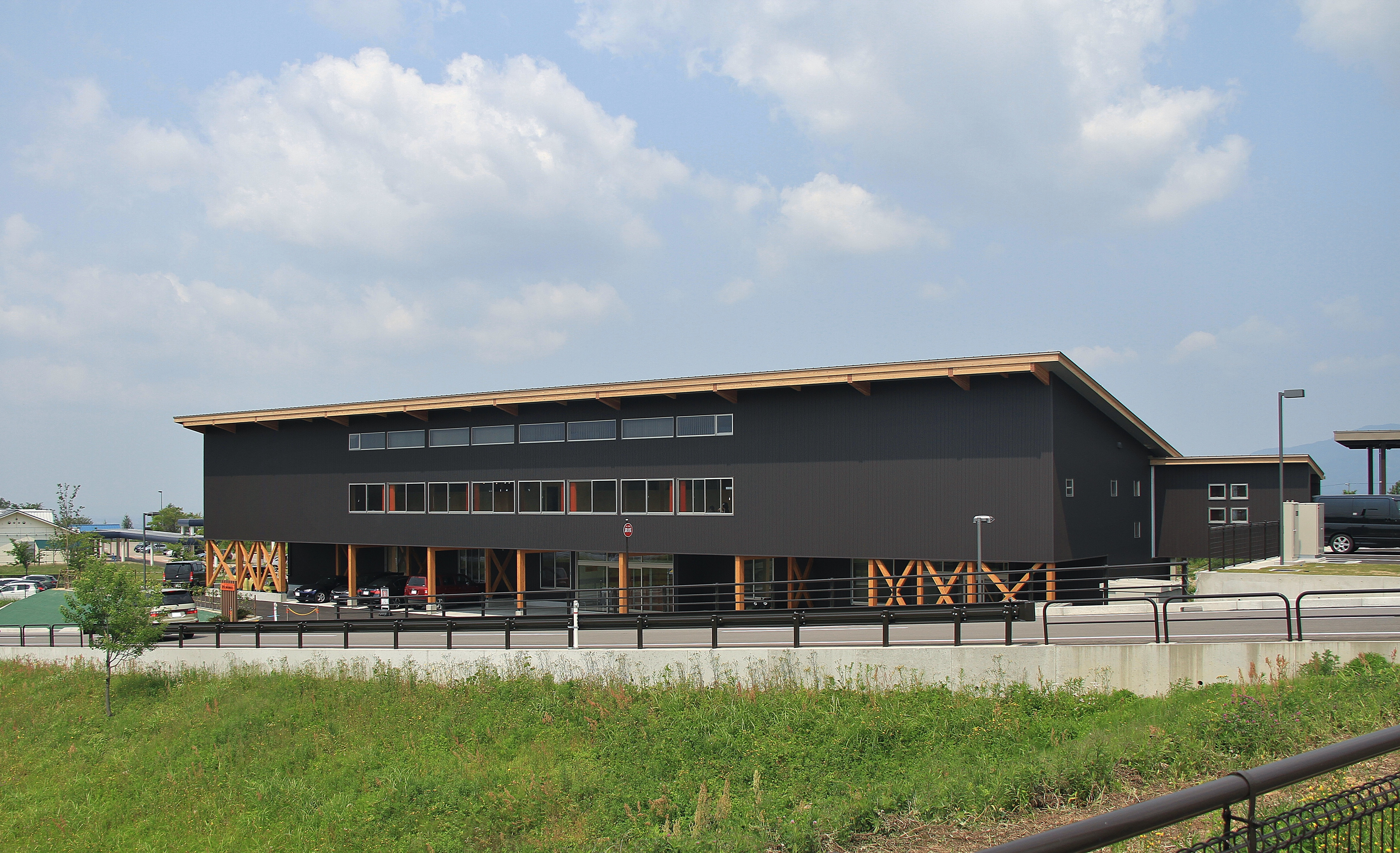
ピーエーワークス本社。左奥にSA施設の建物が見える

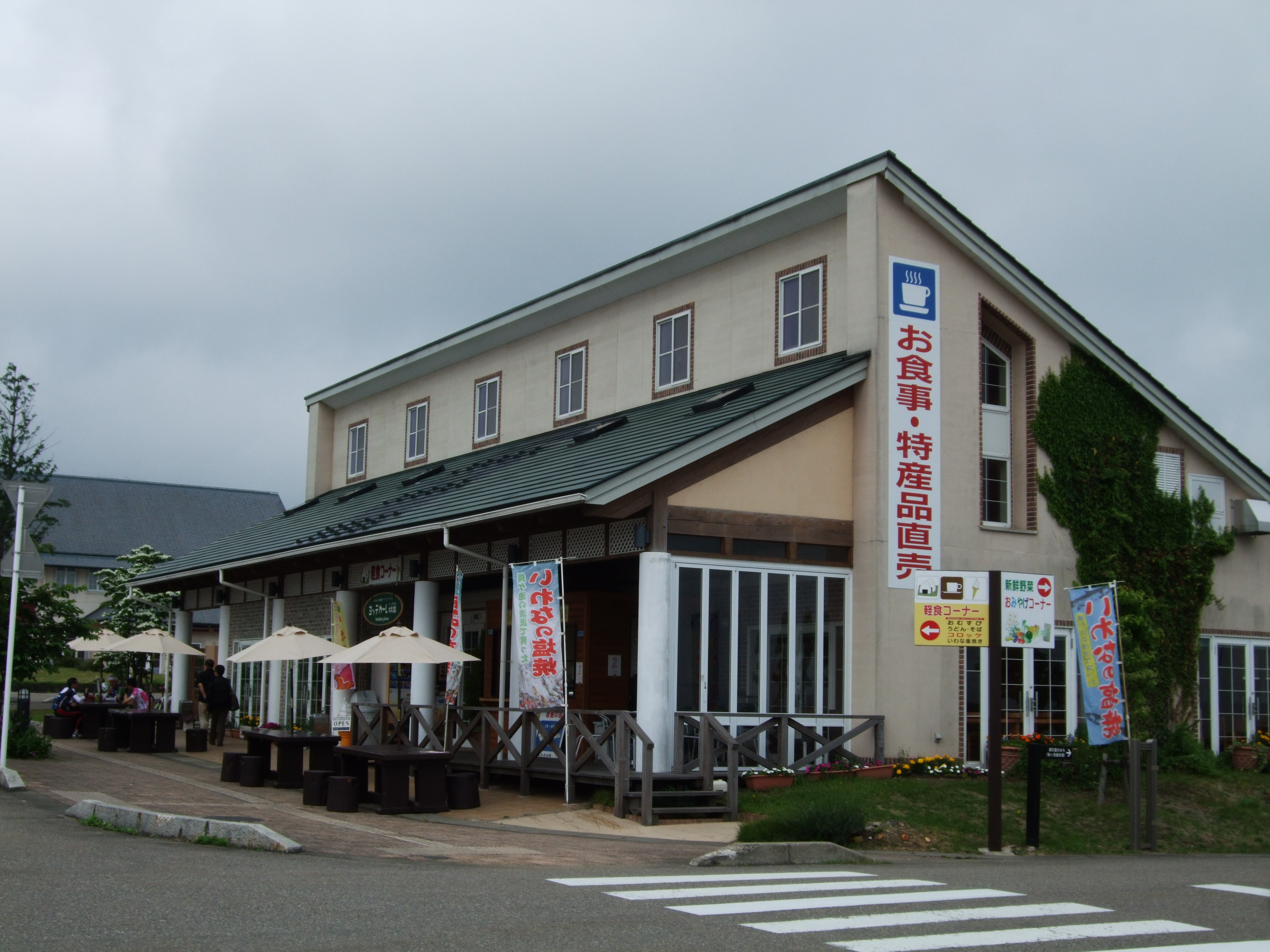
ヨッテカーレ城端

富山県内では最初のハイウェイオアシスで、「城端ハイウェイオアシス」としてハイウェイオアシス側の駐車場を利用して行くことができる。ハイウェイオアシス内にある主な施設は以下のとおり。
- ヨッテカーレ城端（なんと農業協同組合が運営、詳細は公式サイトを参照）[3]
  - むすび館 （4月 - 11月 8:00 - 19:00、12月 - 3月 10:00 - 18:00）
  - 南砺市桜ヶ池農産物直売所（4月 - 11月 8:00 - 19:00、12月 - 3月 8:00 - 18:00）[3]
- 桜ヶ池クアガーデン（2000年5月23日に竣工[20]、公式サイトも参照）[3][21]
  - ホテル
  - レストラン ジョウハナーレ
  - 桜ヶ池温泉
  - アクアオアシスプール
  - ナチュラルセラピー
- ピーエーワークス本社スタジオ[21][22]
- 南砺市クリエイタープラザ 桜クリエ（ピーエーワークス本社に隣接、公式サイトも参照）[21][23]
  - カフェトリアン（カフェ）[24]

## 城端サービスエリアバスストップ
SA内に設置されている高速バス停留所。パークアンドライドが可能である。

### 停車する路線
- 加越能バス
  - 氷見・高岡 - 岐阜・名古屋線

高速各務原 - 城端サービスエリアBS - 砺波駅南BS
- イルカ交通
  - きときとライナー（事前乗降予約制）

名古屋駅 - 城端サービスエリアBS - サンコー砺波

## スマートインターチェンジ
2005年（平成17年）6月19日から同年9月19日まで、当SAにスマートICが設置されていたが、本格導入は見送られた。その後2008年の東海北陸道全通後の交通量増加によって再び設置する動きが持ち上がったが、結局城端SAへのスマートIC設置は見送られ、当SAから小矢部砺波JCT方面に11.5km離れた地点に南砺スマートICが建設されることとなり、北陸新幹線金沢延伸に合わせる形で2015年（平成27年）3月1日に供用を開始した。
その後、サービスエリア付近にクリエーターの活動拠点が整備されたことなどから、国土交通省が2017年（平成29年）7月21日にスマートIC設置に向けた調査を始めることを決定。2019年（令和元年）9月27日付で国土交通省より新規事業化。2022年（令和4年）4月28日に着工した。2023年（令和5年）12月16日に供用開始。利用可能車種はETC搭載の全車種（車長12 m以下）で24時間運用。上下線ともに出入可となっている。

## 隣
E41 東海北陸自動車道
(15)五箇山IC - (15-1)城端SA/SIC - (16)福光IC